# Henry Perkin
Henry Perkin (n. 12 martie 1838, Londra, Regatul Unit al Marii Britanii și Irlandei – d. 14 iulie 1907, Middlesex, Anglia, Regatul Unit al Marii Britanii și Irlandei) a fost un chimist și inventator englez.